# 陶灶明器
陶灶明器是其中一種漢代流行的明器。

## 背景資料
漢代盛行著「以生事死」的觀念，如王充《論衡．譏日篇》言：「推生事死，推人事鬼。見生人有飲食，死為鬼當能復飲食，感物思親，故祭祀也。」由於漢人相信人死後的生活會與在生時一樣，為了讓死者死後的生活能過得好一點，漸漸出現了模仿人生前所用的日常用品而製作的明器。所謂明器，是指「冥中所用之器也」。明器只供喪葬，不能實用，故又有「人器實，鬼器虛」之言。至於明器的種類繁多，主要可分為建築物、交通工具、人型或動物型的公仔、日常用品和有特別意義的擺設。

## 何謂陶灶明器
此類明器常與陶井、陶倉等明器成組出土。西漢早期的陶灶為長方形，灶面中間有一個大灶眼，灶眼上放置了釜等灶具。灶身前壁有門，後設煙囪。到了西漢晚期，灶面面積增大，大灶眼後還增設多一個灶眼，灶面上模印出各種食物及灶事用具，以為例，此灶面上模有叉、菜等物品。及至東漢陶灶明器的設計更為精巧，除了灶眼增加到三至五個，灶的形狀已不再只是長方形。此時陶灶的裝飾亦更加複雜，以為例，此灶的灶面上有立體的一羊頭作裝飾，較以前純粹在灶面上雕刻花紋講究得多。

## 相關資料連結
- 糧倉明器
- 居室明器
- 廁所明器
- 陶井明器